# Jean-Daniel Raulet
Jean-Daniel Raulet, né le 24 mars 1946, est un ancien pilote automobile français.

## Carrière
Jean-Daniel Raulet a commencé sa carrière dans les courses de voitures de tourisme au début des années 1970. En 1974, il est classé trois fois aux 24 heures de Spa-Francorchamps. En effet, au volant de Datsun Cherry 120A, il est le pilote de trois équipes et termine 24e, 26e et 28e au classement général. Il a également couru à Spa en 1975 et en 1976, cette fois là au volant d'une Fiat 128. La même année, il dispute également une saison complète dans le championnat de France de Formule Renault, qu'il termine troisième au classement général.
En 1977, il devient pilote d'usine chez Welter Racing. Il fait partie jusqu'à la fin des années 1980 de la petite équipe française de voitures de sport de Gérard Welter, et figure au départ de presque toutes les courses auxquelles l'équipe s'est inscrite. De 1977 à 1991, il dispute quatorze fois les 24 heures du Mans, dont treize pour le Welter Racing. Sa meilleure place au classement général final est onzième en 1980, avec Max Mamers comme équipier. Son meilleur résultat en championnat du monde des voitures de sport est une sixième place finale aux 1000 km de Monza en 1982, où il faisait équipe avec Roger Dorchy et Guy Fréquelin sur une WM P82.

## Résultats aux24 Heures du Mans
| Année | Team                | Voiture     | Équipier         | Équipier       | Classement                   | Cause d'abandon          |
| ----- | ------------------- | ----------- | ---------------- | -------------- | ---------------------------- | ------------------------ |
| 1977  | WM A.E.RE.M.        | WM P76      | Max Mamers       | Xavier Mathiot | 15e                          |                          |
| 1978  | WM A.E.R.E.M.       | WM P77      | Max Mamers       |                | Abandon                      | Embrayage cassé          |
| 1979  | WM A.E.R.E.M.       | WM P79      | Max Mamers       | Serge Saulnier | 14e et victoire de catégorie |                          |
| 1980  | WM Esso             | WM P80      | Max Mamers       |                | 11e                          |                          |
| 1981  | WM A.E.R.E.M.       | WM P81      | Max Mamers       | Michel Pignard | Abandon                      | Accident                 |
| 1982  | WM Esso             | WM P82      | Didier Theys     | Michel Pignard | Abandon                      | Boîte de vitesses cassée |
| 1983  | WM Secateva         | WM P83      | Didier Theys     | Michel Pignard | Abandon                      | Surchauffe moteur        |
| 1984  | WM Secateva         | WM P83B     | Pascal Pessiot   | Michel Pignard | Abandon                      | Surchauffe moteur        |
| 1985  | Welter Racing       | WM P83B     | Jean Rondeau     | Michel Pignard | 17e                          |                          |
| 1986  | WM Secateva         | WM P85      | François Migault | Michel Pignard | Abandon                      | Panne moteur             |
| 1987  | WM Secateva         | WM P86      | François Migault | Pascal Pessiot | Abandon                      | Panne moteur             |
| 1988  | WM Secateva         | WM P88      | Roger Dorchy     | Claude Haldi   | Abandon                      | Surchauffe cylindre      |
| 1989  | WM Secateva         | WM P489     | Pascal Pessiot   | Philippe Gache | Abandon                      | Incendie                 |
| 1991  | Courage Compétition | Cougar C26S | François Migault | Lionel Robert  | 11e                          |                          |